# Lista di asteroidi (101001-102000)
Di seguito una lista di asteroidi dal numero 101001 al 102000 con data di scoperta e scopritore.

## 101001-101100
| Nome     | Designazione provvisoria | Data di scoperta  | Scopritore                           |
| -------- | ------------------------ | ----------------- | ------------------------------------ |
| 101001 - | 1998 QD46                | 17 agosto 1998    | LINEAR                               |
| 101002 - | 1998 QE46                | 17 agosto 1998    | LINEAR                               |
| 101003 - | 1998 QW46                | 17 agosto 1998    | LINEAR                               |
| 101004 - | 1998 QY46                | 17 agosto 1998    | LINEAR                               |
| 101005 - | 1998 QD47                | 17 agosto 1998    | LINEAR                               |
| 101006 - | 1998 QG47                | 17 agosto 1998    | LINEAR                               |
| 101007 - | 1998 QM48                | 17 agosto 1998    | LINEAR                               |
| 101008 - | 1998 QO48                | 17 agosto 1998    | LINEAR                               |
| 101009 - | 1998 QQ48                | 17 agosto 1998    | LINEAR                               |
| 101010 - | 1998 QX48                | 17 agosto 1998    | LINEAR                               |
| 101011 - | 1998 QS49                | 17 agosto 1998    | LINEAR                               |
| 101012 - | 1998 QJ50                | 17 agosto 1998    | LINEAR                               |
| 101013 - | 1998 QV52                | 20 agosto 1998    | LONEOS                               |
| 101014 - | 1998 QL54                | 27 agosto 1998    | LONEOS                               |
| 101015 - | 1998 QE55                | 27 agosto 1998    | LONEOS                               |
| 101016 - | 1998 QP55                | 26 agosto 1998    | ODAS                                 |
| 101017 - | 1998 QR56                | 30 agosto 1998    | Spacewatch                           |
| 101018 - | 1998 QB57                | 30 agosto 1998    | Spacewatch                           |
| 101019 - | 1998 QQ57                | 30 agosto 1998    | Spacewatch                           |
| 101020 - | 1998 QF59                | 26 agosto 1998    | Spacewatch                           |
| 101021 - | 1998 QR59                | 26 agosto 1998    | Spacewatch                           |
| 101022 - | 1998 QA60                | 26 agosto 1998    | Spacewatch                           |
| 101023 - | 1998 QB61                | 23 agosto 1998    | LONEOS                               |
| 101024 - | 1998 QO61                | 29 agosto 1998    | LONEOS                               |
| 101025 - | 1998 QJ63                | 30 agosto 1998    | W. Bickel                            |
| 101026 - | 1998 QT63                | 30 agosto 1998    | BAO Schmidt CCD Asteroid Program     |
| 101027 - | 1998 QL71                | 24 agosto 1998    | LINEAR                               |
| 101028 - | 1998 QZ74                | 24 agosto 1998    | LINEAR                               |
| 101029 - | 1998 QJ75                | 24 agosto 1998    | LINEAR                               |
| 101030 - | 1998 QF76                | 24 agosto 1998    | LINEAR                               |
| 101031 - | 1998 QU76                | 24 agosto 1998    | LINEAR                               |
| 101032 - | 1998 QM80                | 24 agosto 1998    | LINEAR                               |
| 101033 - | 1998 QR82                | 24 agosto 1998    | LINEAR                               |
| 101034 - | 1998 QT82                | 24 agosto 1998    | LINEAR                               |
| 101035 - | 1998 QL83                | 24 agosto 1998    | LINEAR                               |
| 101036 - | 1998 QF87                | 24 agosto 1998    | LINEAR                               |
| 101037 - | 1998 QX90                | 28 agosto 1998    | LINEAR                               |
| 101038 - | 1998 QA96                | 19 agosto 1998    | LINEAR                               |
| 101039 - | 1998 QM97                | 24 agosto 1998    | LINEAR                               |
| 101040 - | 1998 QJ98                | 28 agosto 1998    | LINEAR                               |
| 101041 - | 1998 QV98                | 31 agosto 1998    | Kleť                                 |
| 101042 - | 1998 QN99                | 26 agosto 1998    | E. W. Elst                           |
| 101043 - | 1998 QP99                | 26 agosto 1998    | E. W. Elst                           |
| 101044 - | 1998 QU99                | 26 agosto 1998    | E. W. Elst                           |
| 101045 - | 1998 QN100               | 26 agosto 1998    | E. W. Elst                           |
| 101046 - | 1998 QQ100               | 26 agosto 1998    | E. W. Elst                           |
| 101047 - | 1998 QU100               | 26 agosto 1998    | E. W. Elst                           |
| 101048 - | 1998 QM101               | 26 agosto 1998    | E. W. Elst                           |
| 101049 - | 1998 QD105               | 25 agosto 1998    | E. W. Elst                           |
| 101050 - | 1998 QM105               | 25 agosto 1998    | E. W. Elst                           |
| 101051 - | 1998 QK106               | 25 agosto 1998    | E. W. Elst                           |
| 101052 - | 1998 QK109               | 17 agosto 1998    | LINEAR                               |
| 101053 - | 1998 QN110               | 26 agosto 1998    | LONEOS                               |
| 101054 - | 1998 QP110               | 26 agosto 1998    | LONEOS                               |
| 101055 - | 1998 RL                  | 1 settembre 1998  | Beijing Schmidt CCD Asteroid Program |
| 101056 - | 1998 RF1                 | 10 settembre 1998 | Višnjan Observatory                  |
| 101057 - | 1998 RD3                 | 15 settembre 1998 | Spacewatch                           |
| 101058 - | 1998 RN3                 | 14 settembre 1998 | LINEAR                               |
| 101059 - | 1998 RR3                 | 14 settembre 1998 | LINEAR                               |
| 101060 - | 1998 RE4                 | 14 settembre 1998 | LINEAR                               |
| 101061 - | 1998 RL4                 | 14 settembre 1998 | LINEAR                               |
| 101062 - | 1998 RF5                 | 15 settembre 1998 | ODAS                                 |
| 101063 - | 1998 RB6                 | 14 settembre 1998 | LONEOS                               |
| 101064 - | 1998 RG8                 | 12 settembre 1998 | Spacewatch                           |
| 101065 - | 1998 RV11                | 13 settembre 1998 | Spacewatch                           |
| 101066 - | 1998 RP13                | 13 settembre 1998 | Spacewatch                           |
| 101067 - | 1998 RJ14                | 14 settembre 1998 | Spacewatch                           |
| 101068 - | 1998 RO14                | 14 settembre 1998 | Spacewatch                           |
| 101069 - | 1998 RX14                | 15 settembre 1998 | Spacewatch                           |
| 101070 - | 1998 RY15                | 14 settembre 1998 | Beijing Schmidt CCD Asteroid Program |
| 101071 - | 1998 RE17                | 14 settembre 1998 | LINEAR                               |
| 101072 - | 1998 RN18                | 14 settembre 1998 | LINEAR                               |
| 101073 - | 1998 RU18                | 14 settembre 1998 | LINEAR                               |
| 101074 - | 1998 RY19                | 14 settembre 1998 | LINEAR                               |
| 101075 - | 1998 RN20                | 13 settembre 1998 | LONEOS                               |
| 101076 - | 1998 RM21                | 15 settembre 1998 | Spacewatch                           |
| 101077 - | 1998 RH22                | 14 settembre 1998 | LINEAR                               |
| 101078 - | 1998 RF24                | 14 settembre 1998 | LINEAR                               |
| 101079 - | 1998 RW24                | 14 settembre 1998 | LINEAR                               |
| 101080 - | 1998 RB25                | 14 settembre 1998 | LINEAR                               |
| 101081 - | 1998 RU25                | 14 settembre 1998 | LINEAR                               |
| 101082 - | 1998 RO26                | 14 settembre 1998 | LINEAR                               |
| 101083 - | 1998 RK27                | 14 settembre 1998 | LINEAR                               |
| 101084 - | 1998 RV28                | 14 settembre 1998 | LINEAR                               |
| 101085 - | 1998 RL29                | 14 settembre 1998 | LINEAR                               |
| 101086 - | 1998 RG31                | 14 settembre 1998 | LINEAR                               |
| 101087 - | 1998 RC32                | 14 settembre 1998 | LINEAR                               |
| 101088 - | 1998 RD32                | 14 settembre 1998 | LINEAR                               |
| 101089 - | 1998 RR32                | 14 settembre 1998 | LINEAR                               |
| 101090 - | 1998 RG33                | 14 settembre 1998 | LINEAR                               |
| 101091 - | 1998 RW33                | 14 settembre 1998 | LINEAR                               |
| 101092 - | 1998 RE35                | 14 settembre 1998 | LINEAR                               |
| 101093 - | 1998 RE36                | 14 settembre 1998 | LINEAR                               |
| 101094 - | 1998 RJ36                | 14 settembre 1998 | LINEAR                               |
| 101095 - | 1998 RX36                | 14 settembre 1998 | LINEAR                               |
| 101096 - | 1998 RL37                | 14 settembre 1998 | LINEAR                               |
| 101097 - | 1998 RB39                | 14 settembre 1998 | LINEAR                               |
| 101098 - | 1998 RG39                | 14 settembre 1998 | LINEAR                               |
| 101099 - | 1998 RK41                | 14 settembre 1998 | LINEAR                               |
| 101100 - | 1998 RM41                | 14 settembre 1998 | LINEAR                               |

## 101101-101200
| Nome              | Designazione provvisoria | Data di scoperta  | Scopritore                           |
| ----------------- | ------------------------ | ----------------- | ------------------------------------ |
| 101101 Carmichael | 1998 RO41                | 14 settembre 1998 | LINEAR                               |
| 101102 -          | 1998 RW41                | 14 settembre 1998 | LINEAR                               |
| 101103 -          | 1998 RA42                | 14 settembre 1998 | LINEAR                               |
| 101104 -          | 1998 RC42                | 14 settembre 1998 | LINEAR                               |
| 101105 -          | 1998 RS42                | 14 settembre 1998 | LINEAR                               |
| 101106 -          | 1998 RA43                | 14 settembre 1998 | LINEAR                               |
| 101107 -          | 1998 RE45                | 14 settembre 1998 | LINEAR                               |
| 101108 -          | 1998 RS45                | 14 settembre 1998 | LINEAR                               |
| 101109 -          | 1998 RZ45                | 14 settembre 1998 | LINEAR                               |
| 101110 -          | 1998 RV48                | 14 settembre 1998 | LINEAR                               |
| 101111 -          | 1998 RZ48                | 14 settembre 1998 | LINEAR                               |
| 101112 -          | 1998 RG51                | 14 settembre 1998 | LINEAR                               |
| 101113 -          | 1998 RM51                | 14 settembre 1998 | LINEAR                               |
| 101114 -          | 1998 RW51                | 14 settembre 1998 | LINEAR                               |
| 101115 -          | 1998 RX51                | 14 settembre 1998 | LINEAR                               |
| 101116 -          | 1998 RD52                | 14 settembre 1998 | LINEAR                               |
| 101117 -          | 1998 RA53                | 14 settembre 1998 | LINEAR                               |
| 101118 -          | 1998 RJ53                | 14 settembre 1998 | LINEAR                               |
| 101119 -          | 1998 RK53                | 14 settembre 1998 | LINEAR                               |
| 101120 -          | 1998 RO53                | 14 settembre 1998 | LINEAR                               |
| 101121 -          | 1998 RO54                | 14 settembre 1998 | LINEAR                               |
| 101122 -          | 1998 RR54                | 14 settembre 1998 | LINEAR                               |
| 101123 -          | 1998 RH55                | 14 settembre 1998 | LINEAR                               |
| 101124 -          | 1998 RD56                | 14 settembre 1998 | LINEAR                               |
| 101125 -          | 1998 RO56                | 14 settembre 1998 | LINEAR                               |
| 101126 -          | 1998 RC57                | 14 settembre 1998 | LINEAR                               |
| 101127 -          | 1998 RE57                | 14 settembre 1998 | LINEAR                               |
| 101128 -          | 1998 RX57                | 14 settembre 1998 | LINEAR                               |
| 101129 -          | 1998 RU58                | 14 settembre 1998 | LINEAR                               |
| 101130 -          | 1998 RQ59                | 14 settembre 1998 | LINEAR                               |
| 101131 -          | 1998 RW59                | 14 settembre 1998 | LINEAR                               |
| 101132 -          | 1998 RP60                | 14 settembre 1998 | LINEAR                               |
| 101133 -          | 1998 RR60                | 14 settembre 1998 | LINEAR                               |
| 101134 -          | 1998 RV60                | 14 settembre 1998 | LINEAR                               |
| 101135 -          | 1998 RZ60                | 14 settembre 1998 | LINEAR                               |
| 101136 -          | 1998 RF64                | 14 settembre 1998 | LINEAR                               |
| 101137 -          | 1998 RV64                | 14 settembre 1998 | LINEAR                               |
| 101138 -          | 1998 RY65                | 14 settembre 1998 | LINEAR                               |
| 101139 -          | 1998 RA66                | 14 settembre 1998 | LINEAR                               |
| 101140 -          | 1998 RY67                | 14 settembre 1998 | LINEAR                               |
| 101141 -          | 1998 RR68                | 14 settembre 1998 | LINEAR                               |
| 101142 -          | 1998 RQ69                | 14 settembre 1998 | LINEAR                               |
| 101143 -          | 1998 RS69                | 14 settembre 1998 | LINEAR                               |
| 101144 -          | 1998 RT69                | 14 settembre 1998 | LINEAR                               |
| 101145 -          | 1998 RD70                | 14 settembre 1998 | LINEAR                               |
| 101146 -          | 1998 RK70                | 14 settembre 1998 | LINEAR                               |
| 101147 -          | 1998 RS70                | 14 settembre 1998 | LINEAR                               |
| 101148 -          | 1998 RV70                | 14 settembre 1998 | LINEAR                               |
| 101149 -          | 1998 RY70                | 14 settembre 1998 | LINEAR                               |
| 101150 -          | 1998 RN71                | 14 settembre 1998 | LINEAR                               |
| 101151 -          | 1998 RB72                | 14 settembre 1998 | LINEAR                               |
| 101152 -          | 1998 RD72                | 14 settembre 1998 | LINEAR                               |
| 101153 -          | 1998 RP72                | 14 settembre 1998 | LINEAR                               |
| 101154 -          | 1998 RE74                | 14 settembre 1998 | LINEAR                               |
| 101155 -          | 1998 RM74                | 14 settembre 1998 | LINEAR                               |
| 101156 -          | 1998 RQ74                | 14 settembre 1998 | LINEAR                               |
| 101157 -          | 1998 RN76                | 14 settembre 1998 | LINEAR                               |
| 101158 -          | 1998 RA77                | 14 settembre 1998 | LINEAR                               |
| 101159 -          | 1998 RU77                | 14 settembre 1998 | LINEAR                               |
| 101160 -          | 1998 RW77                | 14 settembre 1998 | LINEAR                               |
| 101161 -          | 1998 RJ78                | 14 settembre 1998 | LINEAR                               |
| 101162 -          | 1998 RS78                | 14 settembre 1998 | LINEAR                               |
| 101163 -          | 1998 RR79                | 14 settembre 1998 | LINEAR                               |
| 101164 -          | 1998 RD80                | 14 settembre 1998 | LINEAR                               |
| 101165 -          | 1998 SS                  | 16 settembre 1998 | ODAS                                 |
| 101166 -          | 1998 ST1                 | 16 settembre 1998 | ODAS                                 |
| 101167 -          | 1998 SW2                 | 19 settembre 1998 | CSS                                  |
| 101168 -          | 1998 SX2                 | 18 settembre 1998 | LINEAR                               |
| 101169 -          | 1998 SR3                 | 18 settembre 1998 | ODAS                                 |
| 101170 -          | 1998 SU3                 | 18 settembre 1998 | ODAS                                 |
| 101171 -          | 1998 SA4                 | 18 settembre 1998 | ODAS                                 |
| 101172 -          | 1998 SF4                 | 19 settembre 1998 | P. G. Comba                          |
| 101173 -          | 1998 SY4                 | 17 settembre 1998 | LONEOS                               |
| 101174 -          | 1998 SZ4                 | 17 settembre 1998 | LONEOS                               |
| 101175 -          | 1998 SO6                 | 20 settembre 1998 | Spacewatch                           |
| 101176 -          | 1998 SE7                 | 20 settembre 1998 | Spacewatch                           |
| 101177 -          | 1998 SM8                 | 20 settembre 1998 | Spacewatch                           |
| 101178 -          | 1998 SY8                 | 20 settembre 1998 | Spacewatch                           |
| 101179 -          | 1998 SA9                 | 20 settembre 1998 | Spacewatch                           |
| 101180 -          | 1998 SH9                 | 17 settembre 1998 | Beijing Schmidt CCD Asteroid Program |
| 101181 -          | 1998 SZ9                 | 21 settembre 1998 | CSS                                  |
| 101182 -          | 1998 SY10                | 17 settembre 1998 | ODAS                                 |
| 101183 -          | 1998 SR11                | 19 settembre 1998 | ODAS                                 |
| 101184 -          | 1998 SP12                | 21 settembre 1998 | CSS                                  |
| 101185 -          | 1998 SS12                | 23 settembre 1998 | CSS                                  |
| 101186 -          | 1998 SD13                | 23 settembre 1998 | P. Pravec                            |
| 101187 -          | 1998 SV13                | 16 settembre 1998 | LONEOS                               |
| 101188 -          | 1998 SP14                | 17 settembre 1998 | LONEOS                               |
| 101189 -          | 1998 SW19                | 20 settembre 1998 | Spacewatch                           |
| 101190 -          | 1998 SJ23                | 17 settembre 1998 | LONEOS                               |
| 101191 -          | 1998 SL23                | 17 settembre 1998 | LONEOS                               |
| 101192 -          | 1998 SO23                | 17 settembre 1998 | LONEOS                               |
| 101193 -          | 1998 SY23                | 17 settembre 1998 | LONEOS                               |
| 101194 -          | 1998 SO24                | 17 settembre 1998 | LONEOS                               |
| 101195 -          | 1998 SV25                | 22 settembre 1998 | LONEOS                               |
| 101196 -          | 1998 SM26                | 24 settembre 1998 | P. G. Comba                          |
| 101197 -          | 1998 SH27                | 25 settembre 1998 | P. Pravec                            |
| 101198 -          | 1998 SK30                | 19 settembre 1998 | Spacewatch                           |
| 101199 -          | 1998 SG32                | 21 settembre 1998 | Spacewatch                           |
| 101200 -          | 1998 SH32                | 21 settembre 1998 | Spacewatch                           |

## 101201-101300
| Nome     | Designazione provvisoria | Data di scoperta  | Scopritore                           |
| -------- | ------------------------ | ----------------- | ------------------------------------ |
| 101201 - | 1998 SS33                | 26 settembre 1998 | LINEAR                               |
| 101202 - | 1998 SN36                | 19 settembre 1998 | Spacewatch                           |
| 101203 - | 1998 SH39                | 23 settembre 1998 | Spacewatch                           |
| 101204 - | 1998 SV42                | 17 settembre 1998 | Beijing Schmidt CCD Asteroid Program |
| 101205 - | 1998 SV46                | 25 settembre 1998 | Spacewatch                           |
| 101206 - | 1998 SX46                | 25 settembre 1998 | Spacewatch                           |
| 101207 - | 1998 SB47                | 25 settembre 1998 | Spacewatch                           |
| 101208 - | 1998 SF48                | 27 settembre 1998 | Spacewatch                           |
| 101209 - | 1998 SL48                | 27 settembre 1998 | Spacewatch                           |
| 101210 - | 1998 SW50                | 26 settembre 1998 | Spacewatch                           |
| 101211 - | 1998 SF51                | 26 settembre 1998 | Spacewatch                           |
| 101212 - | 1998 SK51                | 27 settembre 1998 | Spacewatch                           |
| 101213 - | 1998 SZ51                | 28 settembre 1998 | Spacewatch                           |
| 101214 - | 1998 SF52                | 28 settembre 1998 | Spacewatch                           |
| 101215 - | 1998 SC53                | 30 settembre 1998 | Spacewatch                           |
| 101216 - | 1998 SG53                | 30 settembre 1998 | Spacewatch                           |
| 101217 - | 1998 SG54                | 16 settembre 1998 | LONEOS                               |
| 101218 - | 1998 SR54                | 16 settembre 1998 | LONEOS                               |
| 101219 - | 1998 SM55                | 16 settembre 1998 | LONEOS                               |
| 101220 - | 1998 ST57                | 17 settembre 1998 | LONEOS                               |
| 101221 - | 1998 SB62                | 18 settembre 1998 | LONEOS                               |
| 101222 - | 1998 SQ62                | 20 settembre 1998 | Beijing Schmidt CCD Asteroid Program |
| 101223 - | 1998 SW62                | 25 settembre 1998 | Beijing Schmidt CCD Asteroid Program |
| 101224 - | 1998 ST64                | 20 settembre 1998 | E. W. Elst                           |
| 101225 - | 1998 SO65                | 20 settembre 1998 | E. W. Elst                           |
| 101226 - | 1998 SY66                | 20 settembre 1998 | E. W. Elst                           |
| 101227 - | 1998 SX68                | 19 settembre 1998 | LINEAR                               |
| 101228 - | 1998 SN69                | 19 settembre 1998 | LINEAR                               |
| 101229 - | 1998 SJ71                | 21 settembre 1998 | E. W. Elst                           |
| 101230 - | 1998 SV72                | 21 settembre 1998 | E. W. Elst                           |
| 101231 - | 1998 SZ74                | 21 settembre 1998 | E. W. Elst                           |
| 101232 - | 1998 SU75                | 29 settembre 1998 | LINEAR                               |
| 101233 - | 1998 SF76                | 19 settembre 1998 | LINEAR                               |
| 101234 - | 1998 SE77                | 26 settembre 1998 | LINEAR                               |
| 101235 - | 1998 SB78                | 26 settembre 1998 | LINEAR                               |
| 101236 - | 1998 SV78                | 26 settembre 1998 | LINEAR                               |
| 101237 - | 1998 SE79                | 26 settembre 1998 | LINEAR                               |
| 101238 - | 1998 SQ79                | 26 settembre 1998 | LINEAR                               |
| 101239 - | 1998 SD80                | 26 settembre 1998 | LINEAR                               |
| 101240 - | 1998 SG81                | 26 settembre 1998 | LINEAR                               |
| 101241 - | 1998 SZ81                | 26 settembre 1998 | LINEAR                               |
| 101242 - | 1998 SO82                | 26 settembre 1998 | LINEAR                               |
| 101243 - | 1998 SW82                | 26 settembre 1998 | LINEAR                               |
| 101244 - | 1998 SS83                | 26 settembre 1998 | LINEAR                               |
| 101245 - | 1998 SD84                | 26 settembre 1998 | LINEAR                               |
| 101246 - | 1998 SS87                | 26 settembre 1998 | LINEAR                               |
| 101247 - | 1998 SV87                | 26 settembre 1998 | LINEAR                               |
| 101248 - | 1998 ST88                | 26 settembre 1998 | LINEAR                               |
| 101249 - | 1998 SQ89                | 26 settembre 1998 | LINEAR                               |
| 101250 - | 1998 SR91                | 26 settembre 1998 | LINEAR                               |
| 101251 - | 1998 SE92                | 26 settembre 1998 | LINEAR                               |
| 101252 - | 1998 SO92                | 26 settembre 1998 | LINEAR                               |
| 101253 - | 1998 SG93                | 26 settembre 1998 | LINEAR                               |
| 101254 - | 1998 SK93                | 26 settembre 1998 | LINEAR                               |
| 101255 - | 1998 SY93                | 26 settembre 1998 | LINEAR                               |
| 101256 - | 1998 SA95                | 26 settembre 1998 | LINEAR                               |
| 101257 - | 1998 SE95                | 26 settembre 1998 | LINEAR                               |
| 101258 - | 1998 SF97                | 26 settembre 1998 | LINEAR                               |
| 101259 - | 1998 SA98                | 26 settembre 1998 | LINEAR                               |
| 101260 - | 1998 SU98                | 26 settembre 1998 | LINEAR                               |
| 101261 - | 1998 SS102               | 26 settembre 1998 | LINEAR                               |
| 101262 - | 1998 SU104               | 26 settembre 1998 | LINEAR                               |
| 101263 - | 1998 SU105               | 26 settembre 1998 | LINEAR                               |
| 101264 - | 1998 SW105               | 26 settembre 1998 | LINEAR                               |
| 101265 - | 1998 SX105               | 26 settembre 1998 | LINEAR                               |
| 101266 - | 1998 SJ107               | 26 settembre 1998 | LINEAR                               |
| 101267 - | 1998 SU107               | 26 settembre 1998 | LINEAR                               |
| 101268 - | 1998 SJ110               | 26 settembre 1998 | LINEAR                               |
| 101269 - | 1998 SS110               | 26 settembre 1998 | LINEAR                               |
| 101270 - | 1998 SQ111               | 26 settembre 1998 | LINEAR                               |
| 101271 - | 1998 SU111               | 26 settembre 1998 | LINEAR                               |
| 101272 - | 1998 SN113               | 26 settembre 1998 | LINEAR                               |
| 101273 - | 1998 SO113               | 26 settembre 1998 | LINEAR                               |
| 101274 - | 1998 SC114               | 26 settembre 1998 | LINEAR                               |
| 101275 - | 1998 SF115               | 26 settembre 1998 | LINEAR                               |
| 101276 - | 1998 SN115               | 26 settembre 1998 | LINEAR                               |
| 101277 - | 1998 SS115               | 26 settembre 1998 | LINEAR                               |
| 101278 - | 1998 SS116               | 26 settembre 1998 | LINEAR                               |
| 101279 - | 1998 SX116               | 26 settembre 1998 | LINEAR                               |
| 101280 - | 1998 SD117               | 26 settembre 1998 | LINEAR                               |
| 101281 - | 1998 SP117               | 26 settembre 1998 | LINEAR                               |
| 101282 - | 1998 SC118               | 26 settembre 1998 | LINEAR                               |
| 101283 - | 1998 SJ118               | 26 settembre 1998 | LINEAR                               |
| 101284 - | 1998 SH119               | 26 settembre 1998 | LINEAR                               |
| 101285 - | 1998 SC124               | 26 settembre 1998 | LINEAR                               |
| 101286 - | 1998 SF124               | 26 settembre 1998 | LINEAR                               |
| 101287 - | 1998 SP124               | 26 settembre 1998 | LINEAR                               |
| 101288 - | 1998 SA125               | 26 settembre 1998 | LINEAR                               |
| 101289 - | 1998 SL125               | 26 settembre 1998 | LINEAR                               |
| 101290 - | 1998 SO125               | 26 settembre 1998 | LINEAR                               |
| 101291 - | 1998 SP125               | 26 settembre 1998 | LINEAR                               |
| 101292 - | 1998 SM126               | 26 settembre 1998 | LINEAR                               |
| 101293 - | 1998 SS126               | 26 settembre 1998 | LINEAR                               |
| 101294 - | 1998 SW126               | 26 settembre 1998 | LINEAR                               |
| 101295 - | 1998 SB127               | 26 settembre 1998 | LINEAR                               |
| 101296 - | 1998 SE127               | 26 settembre 1998 | LINEAR                               |
| 101297 - | 1998 SZ127               | 26 settembre 1998 | LINEAR                               |
| 101298 - | 1998 SE128               | 26 settembre 1998 | LINEAR                               |
| 101299 - | 1998 SL129               | 26 settembre 1998 | LINEAR                               |
| 101300 - | 1998 SV129               | 26 settembre 1998 | LINEAR                               |

## 101301-101400
| Nome            | Designazione provvisoria | Data di scoperta  | Scopritore                           |
| --------------- | ------------------------ | ----------------- | ------------------------------------ |
| 101301 -        | 1998 SH130               | 26 settembre 1998 | LINEAR                               |
| 101302 -        | 1998 SA131               | 26 settembre 1998 | LINEAR                               |
| 101303 -        | 1998 SE133               | 26 settembre 1998 | LINEAR                               |
| 101304 -        | 1998 SJ133               | 26 settembre 1998 | LINEAR                               |
| 101305 -        | 1998 SL133               | 26 settembre 1998 | LINEAR                               |
| 101306 -        | 1998 SM133               | 26 settembre 1998 | LINEAR                               |
| 101307 -        | 1998 SU133               | 26 settembre 1998 | LINEAR                               |
| 101308 -        | 1998 SX133               | 26 settembre 1998 | LINEAR                               |
| 101309 -        | 1998 SZ135               | 26 settembre 1998 | LINEAR                               |
| 101310 -        | 1998 SJ136               | 26 settembre 1998 | LINEAR                               |
| 101311 -        | 1998 SA138               | 26 settembre 1998 | LINEAR                               |
| 101312 -        | 1998 SO138               | 26 settembre 1998 | LINEAR                               |
| 101313 -        | 1998 SA142               | 26 settembre 1998 | LINEAR                               |
| 101314 -        | 1998 SD142               | 26 settembre 1998 | LINEAR                               |
| 101315 -        | 1998 SL143               | 18 settembre 1998 | E. W. Elst                           |
| 101316 -        | 1998 SS145               | 20 settembre 1998 | E. W. Elst                           |
| 101317 -        | 1998 SD149               | 26 settembre 1998 | LINEAR                               |
| 101318 -        | 1998 SJ151               | 26 settembre 1998 | LINEAR                               |
| 101319 -        | 1998 SW152               | 26 settembre 1998 | LINEAR                               |
| 101320 -        | 1998 SY153               | 26 settembre 1998 | LINEAR                               |
| 101321 -        | 1998 SP154               | 26 settembre 1998 | LINEAR                               |
| 101322 -        | 1998 SA155               | 26 settembre 1998 | LINEAR                               |
| 101323 -        | 1998 SO155               | 26 settembre 1998 | LINEAR                               |
| 101324 -        | 1998 SC157               | 26 settembre 1998 | LINEAR                               |
| 101325 -        | 1998 SO159               | 26 settembre 1998 | LINEAR                               |
| 101326 -        | 1998 SS159               | 26 settembre 1998 | LINEAR                               |
| 101327 -        | 1998 SW161               | 26 settembre 1998 | LINEAR                               |
| 101328 -        | 1998 SJ162               | 26 settembre 1998 | LINEAR                               |
| 101329 -        | 1998 SZ162               | 26 settembre 1998 | LINEAR                               |
| 101330 -        | 1998 SS163               | 18 settembre 1998 | E. W. Elst                           |
| 101331 Sjöström | 1998 SA164               | 18 settembre 1998 | E. W. Elst                           |
| 101332 -        | 1998 SB168               | 19 settembre 1998 | LONEOS                               |
| 101333 -        | 1998 SC168               | 16 settembre 1998 | LONEOS                               |
| 101334 -        | 1998 SE169               | 22 settembre 1998 | LONEOS                               |
| 101335 -        | 1998 SK171               | 18 settembre 1998 | ODAS                                 |
| 101336 -        | 1998 TN1                 | 12 ottobre 1998   | Spacewatch                           |
| 101337 -        | 1998 TD2                 | 12 ottobre 1998   | ODAS                                 |
| 101338 -        | 1998 TM2                 | 13 ottobre 1998   | ODAS                                 |
| 101339 -        | 1998 TS2                 | 13 ottobre 1998   | ODAS                                 |
| 101340 -        | 1998 TN4                 | 13 ottobre 1998   | Spacewatch                           |
| 101341 -        | 1998 TA7                 | 12 ottobre 1998   | ODAS                                 |
| 101342 -        | 1998 TA10                | 12 ottobre 1998   | Spacewatch                           |
| 101343 -        | 1998 TL10                | 12 ottobre 1998   | Spacewatch                           |
| 101344 -        | 1998 TG12                | 13 ottobre 1998   | Spacewatch                           |
| 101345 -        | 1998 TQ12                | 13 ottobre 1998   | Spacewatch                           |
| 101346 -        | 1998 TY15                | 15 ottobre 1998   | ODAS                                 |
| 101347 -        | 1998 TZ15                | 15 ottobre 1998   | ODAS                                 |
| 101348 -        | 1998 TG17                | 14 ottobre 1998   | ODAS                                 |
| 101349 -        | 1998 TA19                | 14 ottobre 1998   | Beijing Schmidt CCD Asteroid Program |
| 101350 -        | 1998 TE20                | 13 ottobre 1998   | Spacewatch                           |
| 101351 -        | 1998 TM29                | 15 ottobre 1998   | Spacewatch                           |
| 101352 -        | 1998 TT33                | 14 ottobre 1998   | LONEOS                               |
| 101353 -        | 1998 TC34                | 14 ottobre 1998   | LONEOS                               |
| 101354 -        | 1998 TB35                | 14 ottobre 1998   | LONEOS                               |
| 101355 -        | 1998 TS35                | 15 ottobre 1998   | ODAS                                 |
| 101356 -        | 1998 TD36                | 15 ottobre 1998   | Beijing Schmidt CCD Asteroid Program |
| 101357 -        | 1998 TL37                | 14 ottobre 1998   | LONEOS                               |
| 101358 -        | 1998 TQ37                | 10 ottobre 1998   | LONEOS                               |
| 101359 -        | 1998 TD38                | 14 ottobre 1998   | LONEOS                               |
| 101360 -        | 1998 UH                  | 17 ottobre 1998   | CSS                                  |
| 101361 -        | 1998 UJ                  | 17 ottobre 1998   | CSS                                  |
| 101362 -        | 1998 UP                  | 17 ottobre 1998   | P. G. Comba                          |
| 101363 -        | 1998 UQ                  | 16 ottobre 1998   | LINEAR                               |
| 101364 -        | 1998 US                  | 18 ottobre 1998   | P. G. Comba                          |
| 101365 -        | 1998 UT                  | 16 ottobre 1998   | CSS                                  |
| 101366 -        | 1998 UY                  | 17 ottobre 1998   | Spacewatch                           |
| 101367 -        | 1998 UB1                 | 16 ottobre 1998   | P. Pravec                            |
| 101368 -        | 1998 UW2                 | 20 ottobre 1998   | ODAS                                 |
| 101369 -        | 1998 UY3                 | 20 ottobre 1998   | ODAS                                 |
| 101370 -        | 1998 UM4                 | 20 ottobre 1998   | ODAS                                 |
| 101371 -        | 1998 UT5                 | 22 ottobre 1998   | ODAS                                 |
| 101372 -        | 1998 UD6                 | 22 ottobre 1998   | ODAS                                 |
| 101373 -        | 1998 UV8                 | 17 ottobre 1998   | BAO Schmidt CCD Asteroid Program     |
| 101374 -        | 1998 UT9                 | 16 ottobre 1998   | Spacewatch                           |
| 101375 -        | 1998 UA10                | 16 ottobre 1998   | Spacewatch                           |
| 101376 -        | 1998 UY10                | 17 ottobre 1998   | Spacewatch                           |
| 101377 -        | 1998 UB12                | 17 ottobre 1998   | Spacewatch                           |
| 101378 -        | 1998 UP12                | 18 ottobre 1998   | Spacewatch                           |
| 101379 -        | 1998 UE16                | 23 ottobre 1998   | ODAS                                 |
| 101380 -        | 1998 UT17                | 18 ottobre 1998   | Beijing Schmidt CCD Asteroid Program |
| 101381 -        | 1998 UU19                | 28 ottobre 1998   | LINEAR                               |
| 101382 -        | 1998 UN21                | 28 ottobre 1998   | LINEAR                               |
| 101383 Karloff  | 1998 UK23                | 30 ottobre 1998   | R. A. Tucker                         |
| 101384 -        | 1998 UW23                | 17 ottobre 1998   | LONEOS                               |
| 101385 -        | 1998 UB24                | 17 ottobre 1998   | LONEOS                               |
| 101386 -        | 1998 UW26                | 18 ottobre 1998   | E. W. Elst                           |
| 101387 -        | 1998 UE28                | 29 ottobre 1998   | LINEAR                               |
| 101388 -        | 1998 UA31                | 29 ottobre 1998   | CSS                                  |
| 101389 -        | 1998 UQ33                | 28 ottobre 1998   | LINEAR                               |
| 101390 -        | 1998 UV33                | 28 ottobre 1998   | LINEAR                               |
| 101391 -        | 1998 UM34                | 28 ottobre 1998   | LINEAR                               |
| 101392 -        | 1998 UW34                | 28 ottobre 1998   | LINEAR                               |
| 101393 -        | 1998 UD36                | 28 ottobre 1998   | LINEAR                               |
| 101394 -        | 1998 UL38                | 28 ottobre 1998   | LINEAR                               |
| 101395 -        | 1998 UB39                | 28 ottobre 1998   | LINEAR                               |
| 101396 -        | 1998 UE39                | 28 ottobre 1998   | LINEAR                               |
| 101397 -        | 1998 UG39                | 28 ottobre 1998   | LINEAR                               |
| 101398 -        | 1998 UR39                | 28 ottobre 1998   | LINEAR                               |
| 101399 -        | 1998 UV39                | 28 ottobre 1998   | LINEAR                               |
| 101400 -        | 1998 UQ41                | 28 ottobre 1998   | LINEAR                               |

## 101401-101500
| Nome                 | Designazione provvisoria | Data di scoperta | Scopritore               |
| -------------------- | ------------------------ | ---------------- | ------------------------ |
| 101401 -             | 1998 VD                  | 7 novembre 1998  | T. Kagawa                |
| 101402 -             | 1998 VG1                 | 10 novembre 1998 | LINEAR                   |
| 101403 -             | 1998 VS2                 | 10 novembre 1998 | ODAS                     |
| 101404 -             | 1998 VY2                 | 10 novembre 1998 | ODAS                     |
| 101405 -             | 1998 VJ3                 | 10 novembre 1998 | ODAS                     |
| 101406 -             | 1998 VL3                 | 10 novembre 1998 | ODAS                     |
| 101407 -             | 1998 VQ3                 | 10 novembre 1998 | ODAS                     |
| 101408 -             | 1998 VC6                 | 11 novembre 1998 | T. Kagawa                |
| 101409 -             | 1998 VQ6                 | 11 novembre 1998 | Y. Shimizu, T. Urata     |
| 101410 -             | 1998 VZ6                 | 12 novembre 1998 | P. Pravec                |
| 101411 -             | 1998 VO7                 | 10 novembre 1998 | LINEAR                   |
| 101412 -             | 1998 VS7                 | 10 novembre 1998 | LINEAR                   |
| 101413 -             | 1998 VG9                 | 10 novembre 1998 | LINEAR                   |
| 101414 -             | 1998 VJ9                 | 10 novembre 1998 | LINEAR                   |
| 101415 -             | 1998 VB12                | 10 novembre 1998 | LINEAR                   |
| 101416 -             | 1998 VN12                | 10 novembre 1998 | LINEAR                   |
| 101417 -             | 1998 VG13                | 10 novembre 1998 | LINEAR                   |
| 101418 -             | 1998 VW15                | 10 novembre 1998 | LINEAR                   |
| 101419 -             | 1998 VV16                | 10 novembre 1998 | LINEAR                   |
| 101420 -             | 1998 VE17                | 10 novembre 1998 | LINEAR                   |
| 101421 -             | 1998 VS17                | 10 novembre 1998 | LINEAR                   |
| 101422 -             | 1998 VV18                | 10 novembre 1998 | LINEAR                   |
| 101423 -             | 1998 VA19                | 10 novembre 1998 | LINEAR                   |
| 101424 -             | 1998 VA20                | 10 novembre 1998 | LINEAR                   |
| 101425 -             | 1998 VH20                | 10 novembre 1998 | LINEAR                   |
| 101426 -             | 1998 VZ20                | 10 novembre 1998 | LINEAR                   |
| 101427 -             | 1998 VA25                | 10 novembre 1998 | LINEAR                   |
| 101428 -             | 1998 VE30                | 10 novembre 1998 | LINEAR                   |
| 101429 -             | 1998 VF31                | 13 novembre 1998 | LINEAR                   |
| 101430 -             | 1998 VE32                | 14 novembre 1998 | LINEAR                   |
| 101431 -             | 1998 VX32                | 11 novembre 1998 | N. Sato                  |
| 101432 Adamwest      | 1998 VG33                | 14 novembre 1998 | R. A. Tucker             |
| 101433 -             | 1998 VR33                | 11 novembre 1998 | LINEAR                   |
| 101434 -             | 1998 VU33                | 10 novembre 1998 | ODAS                     |
| 101435 -             | 1998 VC36                | 14 novembre 1998 | LINEAR                   |
| 101436 -             | 1998 VF36                | 14 novembre 1998 | LINEAR                   |
| 101437 -             | 1998 VL38                | 10 novembre 1998 | LINEAR                   |
| 101438 -             | 1998 VE39                | 11 novembre 1998 | LINEAR                   |
| 101439 -             | 1998 VH39                | 11 novembre 1998 | LINEAR                   |
| 101440 -             | 1998 VO41                | 14 novembre 1998 | Spacewatch               |
| 101441 -             | 1998 VB42                | 15 novembre 1998 | Spacewatch               |
| 101442 -             | 1998 VP42                | 15 novembre 1998 | Spacewatch               |
| 101443 -             | 1998 VA43                | 15 novembre 1998 | Spacewatch               |
| 101444 -             | 1998 VS43                | 15 novembre 1998 | Spacewatch               |
| 101445 -             | 1998 VG47                | 14 novembre 1998 | Spacewatch               |
| 101446 -             | 1998 VY47                | 15 novembre 1998 | Spacewatch               |
| 101447 -             | 1998 VY50                | 11 novembre 1998 | LINEAR                   |
| 101448 -             | 1998 VF54                | 14 novembre 1998 | LINEAR                   |
| 101449 -             | 1998 VQ55                | 15 novembre 1998 | NEAT                     |
| 101450 -             | 1998 VN56                | 15 novembre 1998 | LONEOS                   |
| 101451 -             | 1998 VW56                | 14 novembre 1998 | LINEAR                   |
| 101452 -             | 1998 WS1                 | 18 novembre 1998 | T. Kobayashi             |
| 101453 -             | 1998 WN2                 | 19 novembre 1998 | ODAS                     |
| 101454 -             | 1998 WZ2                 | 17 novembre 1998 | ODAS                     |
| 101455 -             | 1998 WN4                 | 17 novembre 1998 | CSS                      |
| 101456 -             | 1998 WY4                 | 19 novembre 1998 | CSS                      |
| 101457 -             | 1998 WF6                 | 21 novembre 1998 | LINEAR                   |
| 101458 -             | 1998 WJ6                 | 22 novembre 1998 | M. Bœuf                  |
| 101459 -             | 1998 WD7                 | 19 novembre 1998 | N. Kawasato              |
| 101460 -             | 1998 WH7                 | 23 novembre 1998 | T. Kagawa                |
| 101461 Dunedin       | 1998 WU7                 | 25 novembre 1998 | I. P. Griffin            |
| 101462 Tahupotiki    | 1998 WW7                 | 25 novembre 1998 | I. P. Griffin            |
| 101463 -             | 1998 WM11                | 21 novembre 1998 | LINEAR                   |
| 101464 -             | 1998 WS11                | 21 novembre 1998 | LINEAR                   |
| 101465 -             | 1998 WL12                | 21 novembre 1998 | LINEAR                   |
| 101466 -             | 1998 WJ15                | 21 novembre 1998 | LINEAR                   |
| 101467 -             | 1998 WG16                | 21 novembre 1998 | LINEAR                   |
| 101468 -             | 1998 WJ16                | 21 novembre 1998 | LINEAR                   |
| 101469 -             | 1998 WU16                | 21 novembre 1998 | LINEAR                   |
| 101470 -             | 1998 WV16                | 21 novembre 1998 | LINEAR                   |
| 101471 -             | 1998 WX16                | 21 novembre 1998 | LINEAR                   |
| 101472 -             | 1998 WL18                | 21 novembre 1998 | LINEAR                   |
| 101473 -             | 1998 WM20                | 18 novembre 1998 | LINEAR                   |
| 101474 -             | 1998 WQ21                | 18 novembre 1998 | LINEAR                   |
| 101475 -             | 1998 WF22                | 18 novembre 1998 | LINEAR                   |
| 101476 -             | 1998 WY22                | 18 novembre 1998 | LINEAR                   |
| 101477 -             | 1998 WO25                | 16 novembre 1998 | Spacewatch               |
| 101478 -             | 1998 WN27                | 18 novembre 1998 | Spacewatch               |
| 101479 -             | 1998 WC29                | 23 novembre 1998 | Spacewatch               |
| 101480 -             | 1998 WH32                | 20 novembre 1998 | LONEOS                   |
| 101481 -             | 1998 WN33                | 23 novembre 1998 | LONEOS                   |
| 101482 -             | 1998 WT33                | 23 novembre 1998 | LONEOS                   |
| 101483 -             | 1998 WQ34                | 17 novembre 1998 | Spacewatch               |
| 101484 -             | 1998 WF35                | 18 novembre 1998 | Spacewatch               |
| 101485 -             | 1998 WH36                | 19 novembre 1998 | Spacewatch               |
| 101486 -             | 1998 WJ38                | 21 novembre 1998 | Spacewatch               |
| 101487 -             | 1998 WB40                | 22 novembre 1998 | Spacewatch               |
| 101488 -             | 1998 WM42                | 19 novembre 1998 | ODAS                     |
| 101489 -             | 1998 WW43                | 20 novembre 1998 | LONEOS                   |
| 101490 -             | 1998 WX43                | 20 novembre 1998 | LONEOS                   |
| 101491 Grahamcrombie | 1998 XA                  | 1 dicembre 1998  | I. P. Griffin            |
| 101492 -             | 1998 XT1                 | 7 dicembre 1998  | ODAS                     |
| 101493 Sergiofoparri | 1998 XB3                 | 7 dicembre 1998  | M. Tombelli, A. Boattini |
| 101494 -             | 1998 XD3                 | 8 dicembre 1998  | F. B. Zoltowski          |
| 101495 -             | 1998 XJ3                 | 10 dicembre 1998 | L. Šarounová             |
| 101496 -             | 1998 XM3                 | 9 dicembre 1998  | Y. Shimizu, T. Urata     |
| 101497 -             | 1998 XB6                 | 8 dicembre 1998  | Spacewatch               |
| 101498 -             | 1998 XC7                 | 8 dicembre 1998  | Spacewatch               |
| 101499 -             | 1998 XS7                 | 9 dicembre 1998  | Spacewatch               |
| 101500 -             | 1998 XP8                 | 12 dicembre 1998 | Spacewatch               |

## 101501-101600
| Nome     | Designazione provvisoria | Data di scoperta | Scopritore                           |
| -------- | ------------------------ | ---------------- | ------------------------------------ |
| 101501 - | 1998 XR8                 | 12 dicembre 1998 | Spacewatch                           |
| 101502 - | 1998 XZ9                 | 7 dicembre 1998  | ODAS                                 |
| 101503 - | 1998 XL10                | 8 dicembre 1998  | ODAS                                 |
| 101504 - | 1998 XK13                | 15 dicembre 1998 | ODAS                                 |
| 101505 - | 1998 XM16                | 14 dicembre 1998 | LINEAR                               |
| 101506 - | 1998 XP17                | 13 dicembre 1998 | G. R. Viscome                        |
| 101507 - | 1998 XG18                | 8 dicembre 1998  | Spacewatch                           |
| 101508 - | 1998 XB20                | 10 dicembre 1998 | Spacewatch                           |
| 101509 - | 1998 XN20                | 10 dicembre 1998 | Spacewatch                           |
| 101510 - | 1998 XH22                | 11 dicembre 1998 | Spacewatch                           |
| 101511 - | 1998 XH23                | 11 dicembre 1998 | Spacewatch                           |
| 101512 - | 1998 XU25                | 14 dicembre 1998 | Spacewatch                           |
| 101513 - | 1998 XV25                | 14 dicembre 1998 | Spacewatch                           |
| 101514 - | 1998 XK26                | 15 dicembre 1998 | LINEAR                               |
| 101515 - | 1998 XG27                | 15 dicembre 1998 | LINEAR                               |
| 101516 - | 1998 XW28                | 14 dicembre 1998 | LINEAR                               |
| 101517 - | 1998 XT42                | 14 dicembre 1998 | LINEAR                               |
| 101518 - | 1998 XF45                | 14 dicembre 1998 | LINEAR                               |
| 101519 - | 1998 XP50                | 14 dicembre 1998 | LINEAR                               |
| 101520 - | 1998 XA52                | 14 dicembre 1998 | LINEAR                               |
| 101521 - | 1998 XU58                | 15 dicembre 1998 | LINEAR                               |
| 101522 - | 1998 XJ63                | 14 dicembre 1998 | LINEAR                               |
| 101523 - | 1998 XD65                | 14 dicembre 1998 | LINEAR                               |
| 101524 - | 1998 XK65                | 14 dicembre 1998 | LINEAR                               |
| 101525 - | 1998 XM65                | 14 dicembre 1998 | LINEAR                               |
| 101526 - | 1998 XB66                | 14 dicembre 1998 | LINEAR                               |
| 101527 - | 1998 XM76                | 15 dicembre 1998 | LINEAR                               |
| 101528 - | 1998 XS83                | 15 dicembre 1998 | LINEAR                               |
| 101529 - | 1998 XH93                | 15 dicembre 1998 | LINEAR                               |
| 101530 - | 1998 XO97                | 8 dicembre 1998  | LONEOS                               |
| 101531 - | 1998 XT97                | 11 dicembre 1998 | LONEOS                               |
| 101532 - | 1998 XS99                | 11 dicembre 1998 | LONEOS                               |
| 101533 - | 1998 YK9                 | 26 dicembre 1998 | P. G. Comba                          |
| 101534 - | 1998 YC10                | 25 dicembre 1998 | L. Tesi, A. Boattini                 |
| 101535 - | 1998 YQ13                | 19 dicembre 1998 | Spacewatch                           |
| 101536 - | 1998 YE14                | 19 dicembre 1998 | Spacewatch                           |
| 101537 - | 1998 YX14                | 22 dicembre 1998 | Spacewatch                           |
| 101538 - | 1998 YO15                | 22 dicembre 1998 | Spacewatch                           |
| 101539 - | 1998 YE16                | 22 dicembre 1998 | Spacewatch                           |
| 101540 - | 1998 YO16                | 22 dicembre 1998 | Spacewatch                           |
| 101541 - | 1998 YM17                | 22 dicembre 1998 | Spacewatch                           |
| 101542 - | 1998 YK18                | 25 dicembre 1998 | Spacewatch                           |
| 101543 - | 1998 YK21                | 26 dicembre 1998 | Spacewatch                           |
| 101544 - | 1998 YS21                | 26 dicembre 1998 | Spacewatch                           |
| 101545 - | 1998 YH23                | 16 dicembre 1998 | LINEAR                               |
| 101546 - | 1998 YZ26                | 16 dicembre 1998 | LINEAR                               |
| 101547 - | 1998 YM27                | 27 dicembre 1998 | LONEOS                               |
| 101548 - | 1998 YS29                | 27 dicembre 1998 | LONEOS                               |
| 101549 - | 1998 YY29                | 27 dicembre 1998 | LONEOS                               |
| 101550 - | 1999 AE                  | 5 gennaio 1999   | K. Korlević                          |
| 101551 - | 1999 AH1                 | 7 gennaio 1999   | Spacewatch                           |
| 101552 - | 1999 AP1                 | 7 gennaio 1999   | Spacewatch                           |
| 101553 - | 1999 AB4                 | 10 gennaio 1999  | T. Kobayashi                         |
| 101554 - | 1999 AL4                 | 9 gennaio 1999   | LINEAR                               |
| 101555 - | 1999 AO5                 | 12 gennaio 1999  | T. Kobayashi                         |
| 101556 - | 1999 AW5                 | 12 gennaio 1999  | T. Kobayashi                         |
| 101557 - | 1999 AW6                 | 9 gennaio 1999   | K. Korlević                          |
| 101558 - | 1999 AE8                 | 13 gennaio 1999  | T. Kobayashi                         |
| 101559 - | 1999 AJ9                 | 9 gennaio 1999   | Beijing Schmidt CCD Asteroid Program |
| 101560 - | 1999 AA12                | 7 gennaio 1999   | Spacewatch                           |
| 101561 - | 1999 AA14                | 8 gennaio 1999   | Spacewatch                           |
| 101562 - | 1999 AD14                | 8 gennaio 1999   | Spacewatch                           |
| 101563 - | 1999 AK15                | 9 gennaio 1999   | Spacewatch                           |
| 101564 - | 1999 AV17                | 11 gennaio 1999  | Spacewatch                           |
| 101565 - | 1999 AD21                | 13 gennaio 1999  | T. Kagawa                            |
| 101566 - | 1999 AO21                | 14 gennaio 1999  | K. Korlević                          |
| 101567 - | 1999 AW22                | 15 gennaio 1999  | CSS                                  |
| 101568 - | 1999 AK30                | 14 gennaio 1999  | Spacewatch                           |
| 101569 - | 1999 AH31                | 14 gennaio 1999  | Spacewatch                           |
| 101570 - | 1999 AJ38                | 14 gennaio 1999  | LINEAR                               |
| 101571 - | 1999 AF39                | 9 gennaio 1999   | LONEOS                               |
| 101572 - | 1999 BF                  | 16 gennaio 1999  | T. Kobayashi                         |
| 101573 - | 1999 BQ                  | 16 gennaio 1999  | K. Korlević                          |
| 101574 - | 1999 BA1                 | 17 gennaio 1999  | CSS                                  |
| 101575 - | 1999 BD2                 | 18 gennaio 1999  | CSS                                  |
| 101576 - | 1999 BM2                 | 19 gennaio 1999  | ODAS                                 |
| 101577 - | 1999 BV2                 | 18 gennaio 1999  | T. Kobayashi                         |
| 101578 - | 1999 BM3                 | 20 gennaio 1999  | Kleť                                 |
| 101579 - | 1999 BR4                 | 19 gennaio 1999  | ODAS                                 |
| 101580 - | 1999 BZ5                 | 21 gennaio 1999  | K. Korlević                          |
| 101581 - | 1999 BY7                 | 21 gennaio 1999  | K. Korlević                          |
| 101582 - | 1999 BZ8                 | 22 gennaio 1999  | K. Korlević                          |
| 101583 - | 1999 BF10                | 23 gennaio 1999  | K. Korlević                          |
| 101584 - | 1999 BP10                | 19 gennaio 1999  | ODAS                                 |
| 101585 - | 1999 BL11                | 20 gennaio 1999  | ODAS                                 |
| 101586 - | 1999 BN11                | 20 gennaio 1999  | ODAS                                 |
| 101587 - | 1999 BE12                | 22 gennaio 1999  | T. Kobayashi                         |
| 101588 - | 1999 BH12                | 24 gennaio 1999  | M. M. M. Santangelo, G. Cavalletti   |
| 101589 - | 1999 BP14                | 16 gennaio 1999  | K. Korlević                          |
| 101590 - | 1999 BU20                | 16 gennaio 1999  | LINEAR                               |
| 101591 - | 1999 BB21                | 16 gennaio 1999  | LINEAR                               |
| 101592 - | 1999 BN24                | 18 gennaio 1999  | LINEAR                               |
| 101593 - | 1999 BU25                | 18 gennaio 1999  | LINEAR                               |
| 101594 - | 1999 BE26                | 26 gennaio 1999  | K. Korlević                          |
| 101595 - | 1999 BJ26                | 16 gennaio 1999  | Spacewatch                           |
| 101596 - | 1999 BR27                | 17 gennaio 1999  | Spacewatch                           |
| 101597 - | 1999 BA30                | 19 gennaio 1999  | Spacewatch                           |
| 101598 - | 1999 BC33                | 22 gennaio 1999  | Spacewatch                           |
| 101599 - | 1999 BD34                | 17 gennaio 1999  | LONEOS                               |
| 101600 - | 1999 BX34                | 20 gennaio 1999  | CSS                                  |

## 101601-101700
| Nome     | Designazione provvisoria | Data di scoperta | Scopritore      |
| -------- | ------------------------ | ---------------- | --------------- |
| 101601 - | 1999 CM                  | 4 febbraio 1999  | T. Kagawa       |
| 101602 - | 1999 CT1                 | 7 febbraio 1999  | T. Kobayashi    |
| 101603 - | 1999 CB2                 | 8 febbraio 1999  | T. Kobayashi    |
| 101604 - | 1999 CR3                 | 10 febbraio 1999 | LINEAR          |
| 101605 - | 1999 CZ5                 | 10 febbraio 1999 | LINEAR          |
| 101606 - | 1999 CK6                 | 10 febbraio 1999 | LINEAR          |
| 101607 - | 1999 CN6                 | 10 febbraio 1999 | LINEAR          |
| 101608 - | 1999 CB7                 | 10 febbraio 1999 | LINEAR          |
| 101609 - | 1999 CD7                 | 10 febbraio 1999 | LINEAR          |
| 101610 - | 1999 CW7                 | 10 febbraio 1999 | LINEAR          |
| 101611 - | 1999 CL8                 | 13 febbraio 1999 | T. Kobayashi    |
| 101612 - | 1999 CS8                 | 13 febbraio 1999 | Spacewatch      |
| 101613 - | 1999 CX8                 | 12 febbraio 1999 | P. G. Comba     |
| 101614 - | 1999 CY8                 | 12 febbraio 1999 | P. G. Comba     |
| 101615 - | 1999 CD9                 | 14 febbraio 1999 | G. Hug, G. Bell |
| 101616 - | 1999 CL9                 | 12 febbraio 1999 | T. Urata        |
| 101617 - | 1999 CM9                 | 13 febbraio 1999 | T. Urata        |
| 101618 - | 1999 CN9                 | 14 febbraio 1999 | T. Kobayashi    |
| 101619 - | 1999 CG12                | 12 febbraio 1999 | LINEAR          |
| 101620 - | 1999 CN14                | 15 febbraio 1999 | K. Korlević     |
| 101621 - | 1999 CH16                | 15 febbraio 1999 | Kleť            |
| 101622 - | 1999 CP16                | 15 febbraio 1999 | K. Korlević     |
| 101623 - | 1999 CH18                | 10 febbraio 1999 | LINEAR          |
| 101624 - | 1999 CV18                | 10 febbraio 1999 | LINEAR          |
| 101625 - | 1999 CP20                | 10 febbraio 1999 | LINEAR          |
| 101626 - | 1999 CN21                | 10 febbraio 1999 | LINEAR          |
| 101627 - | 1999 CV21                | 10 febbraio 1999 | LINEAR          |
| 101628 - | 1999 CO22                | 10 febbraio 1999 | LINEAR          |
| 101629 - | 1999 CV24                | 10 febbraio 1999 | LINEAR          |
| 101630 - | 1999 CD26                | 10 febbraio 1999 | LINEAR          |
| 101631 - | 1999 CM29                | 10 febbraio 1999 | LINEAR          |
| 101632 - | 1999 CP32                | 10 febbraio 1999 | LINEAR          |
| 101633 - | 1999 CA34                | 10 febbraio 1999 | LINEAR          |
| 101634 - | 1999 CN36                | 10 febbraio 1999 | LINEAR          |
| 101635 - | 1999 CY37                | 10 febbraio 1999 | LINEAR          |
| 101636 - | 1999 CO42                | 10 febbraio 1999 | LINEAR          |
| 101637 - | 1999 CA43                | 10 febbraio 1999 | LINEAR          |
| 101638 - | 1999 CL45                | 10 febbraio 1999 | LINEAR          |
| 101639 - | 1999 CP45                | 10 febbraio 1999 | LINEAR          |
| 101640 - | 1999 CG48                | 10 febbraio 1999 | LINEAR          |
| 101641 - | 1999 CU48                | 10 febbraio 1999 | LINEAR          |
| 101642 - | 1999 CK51                | 10 febbraio 1999 | LINEAR          |
| 101643 - | 1999 CU51                | 10 febbraio 1999 | LINEAR          |
| 101644 - | 1999 CC52                | 10 febbraio 1999 | LINEAR          |
| 101645 - | 1999 CM56                | 10 febbraio 1999 | LINEAR          |
| 101646 - | 1999 CQ56                | 10 febbraio 1999 | LINEAR          |
| 101647 - | 1999 CP57                | 10 febbraio 1999 | LINEAR          |
| 101648 - | 1999 CX58                | 10 febbraio 1999 | LINEAR          |
| 101649 - | 1999 CO62                | 12 febbraio 1999 | LINEAR          |
| 101650 - | 1999 CU62                | 12 febbraio 1999 | LINEAR          |
| 101651 - | 1999 CU66                | 12 febbraio 1999 | LINEAR          |
| 101652 - | 1999 CD67                | 12 febbraio 1999 | LINEAR          |
| 101653 - | 1999 CK68                | 12 febbraio 1999 | LINEAR          |
| 101654 - | 1999 CE71                | 12 febbraio 1999 | LINEAR          |
| 101655 - | 1999 CV71                | 12 febbraio 1999 | LINEAR          |
| 101656 - | 1999 CC73                | 12 febbraio 1999 | LINEAR          |
| 101657 - | 1999 CC76                | 12 febbraio 1999 | LINEAR          |
| 101658 - | 1999 CG76                | 12 febbraio 1999 | LINEAR          |
| 101659 - | 1999 CJ80                | 12 febbraio 1999 | LINEAR          |
| 101660 - | 1999 CK80                | 12 febbraio 1999 | LINEAR          |
| 101661 - | 1999 CS84                | 10 febbraio 1999 | LINEAR          |
| 101662 - | 1999 CU84                | 10 febbraio 1999 | LINEAR          |
| 101663 - | 1999 CW84                | 10 febbraio 1999 | LINEAR          |
| 101664 - | 1999 CS88                | 10 febbraio 1999 | LINEAR          |
| 101665 - | 1999 CV89                | 10 febbraio 1999 | LINEAR          |
| 101666 - | 1999 CT92                | 10 febbraio 1999 | LINEAR          |
| 101667 - | 1999 CX94                | 10 febbraio 1999 | LINEAR          |
| 101668 - | 1999 CR95                | 10 febbraio 1999 | LINEAR          |
| 101669 - | 1999 CC96                | 10 febbraio 1999 | LINEAR          |
| 101670 - | 1999 CV96                | 10 febbraio 1999 | LINEAR          |
| 101671 - | 1999 CB100               | 10 febbraio 1999 | LINEAR          |
| 101672 - | 1999 CC101               | 10 febbraio 1999 | LINEAR          |
| 101673 - | 1999 CE104               | 12 febbraio 1999 | LINEAR          |
| 101674 - | 1999 CU106               | 12 febbraio 1999 | LINEAR          |
| 101675 - | 1999 CO107               | 12 febbraio 1999 | LINEAR          |
| 101676 - | 1999 CY107               | 12 febbraio 1999 | LINEAR          |
| 101677 - | 1999 CK108               | 12 febbraio 1999 | LINEAR          |
| 101678 - | 1999 CO108               | 12 febbraio 1999 | LINEAR          |
| 101679 - | 1999 CR108               | 12 febbraio 1999 | LINEAR          |
| 101680 - | 1999 CQ109               | 12 febbraio 1999 | LINEAR          |
| 101681 - | 1999 CH110               | 12 febbraio 1999 | LINEAR          |
| 101682 - | 1999 CN110               | 12 febbraio 1999 | LINEAR          |
| 101683 - | 1999 CX111               | 12 febbraio 1999 | LINEAR          |
| 101684 - | 1999 CZ111               | 12 febbraio 1999 | LINEAR          |
| 101685 - | 1999 CA114               | 12 febbraio 1999 | LINEAR          |
| 101686 - | 1999 CX114               | 12 febbraio 1999 | LINEAR          |
| 101687 - | 1999 CA117               | 12 febbraio 1999 | LINEAR          |
| 101688 - | 1999 CX117               | 12 febbraio 1999 | LINEAR          |
| 101689 - | 1999 CS119               | 11 febbraio 1999 | LINEAR          |
| 101690 - | 1999 CA120               | 11 febbraio 1999 | LINEAR          |
| 101691 - | 1999 CO120               | 11 febbraio 1999 | LINEAR          |
| 101692 - | 1999 CM122               | 11 febbraio 1999 | LINEAR          |
| 101693 - | 1999 CQ125               | 11 febbraio 1999 | LINEAR          |
| 101694 - | 1999 CR125               | 11 febbraio 1999 | LINEAR          |
| 101695 - | 1999 CC132               | 8 febbraio 1999  | Spacewatch      |
| 101696 - | 1999 CD132               | 8 febbraio 1999  | Spacewatch      |
| 101697 - | 1999 CV137               | 9 febbraio 1999  | Spacewatch      |
| 101698 - | 1999 CZ137               | 9 febbraio 1999  | Spacewatch      |
| 101699 - | 1999 CN147               | 9 febbraio 1999  | Spacewatch      |
| 101700 - | 1999 CO149               | 13 febbraio 1999 | Spacewatch      |

## 101701-101800
| Nome                  | Designazione provvisoria | Data di scoperta | Scopritore                  |
| --------------------- | ------------------------ | ---------------- | --------------------------- |
| 101701 -              | 1999 CU149               | 13 febbraio 1999 | Spacewatch                  |
| 101702 -              | 1999 CV149               | 13 febbraio 1999 | Spacewatch                  |
| 101703 -              | 1999 CA150               | 13 febbraio 1999 | Spacewatch                  |
| 101704 -              | 1999 CK150               | 13 febbraio 1999 | Spacewatch                  |
| 101705 -              | 1999 CK152               | 12 febbraio 1999 | Spacewatch                  |
| 101706 -              | 1999 CB153               | 13 febbraio 1999 | Spacewatch                  |
| 101707 -              | 1999 CY153               | 13 febbraio 1999 | LONEOS                      |
| 101708 -              | 1999 CV155               | 12 febbraio 1999 | LONEOS                      |
| 101709 -              | 1999 CF157               | 8 febbraio 1999  | Spacewatch                  |
| 101710 -              | 1999 DQ                  | 16 febbraio 1999 | ODAS                        |
| 101711 -              | 1999 DT1                 | 18 febbraio 1999 | NEAT                        |
| 101712 -              | 1999 DU2                 | 20 febbraio 1999 | T. Kobayashi                |
| 101713 Marston        | 1999 DG4                 | 20 febbraio 1999 | R. A. Tucker                |
| 101714 -              | 1999 DQ4                 | 17 febbraio 1999 | LINEAR                      |
| 101715 -              | 1999 DT4                 | 17 febbraio 1999 | LINEAR                      |
| 101716 -              | 1999 DJ6                 | 18 febbraio 1999 | LINEAR                      |
| 101717 -              | 1999 DR7                 | 18 febbraio 1999 | LONEOS                      |
| 101718 -              | 1999 EB                  | 6 marzo 1999     | P. G. Comba                 |
| 101719 -              | 1999 EF                  | 10 marzo 1999    | P. G. Comba                 |
| 101720 -              | 1999 EP1                 | 6 marzo 1999     | Spacewatch                  |
| 101721 Emanuelfritsch | 1999 EF3                 | 13 marzo 1999    | Kleť                        |
| 101722 Pursell        | 1999 EX4                 | 10 marzo 1999    | W. R. Cooney Jr.            |
| 101723 Finger         | 1999 EY5                 | 13 marzo 1999    | R. A. Tucker                |
| 101724 -              | 1999 ED6                 | 12 marzo 1999    | Spacewatch                  |
| 101725 -              | 1999 EG6                 | 13 marzo 1999    | Spacewatch                  |
| 101726 -              | 1999 EJ6                 | 14 marzo 1999    | Spacewatch                  |
| 101727 -              | 1999 ED7                 | 15 marzo 1999    | LINEAR                      |
| 101728 -              | 1999 EW7                 | 12 marzo 1999    | Spacewatch                  |
| 101729 -              | 1999 EG9                 | 15 marzo 1999    | Spacewatch                  |
| 101730 -              | 1999 EX9                 | 14 marzo 1999    | Spacewatch                  |
| 101731 -              | 1999 EN10                | 14 marzo 1999    | Spacewatch                  |
| 101732 -              | 1999 EV11                | 15 marzo 1999    | LINEAR                      |
| 101733 -              | 1999 ER12                | 15 marzo 1999    | LINEAR                      |
| 101734 -              | 1999 FU1                 | 16 marzo 1999    | Spacewatch                  |
| 101735 -              | 1999 FG2                 | 16 marzo 1999    | Spacewatch                  |
| 101736 -              | 1999 FH3                 | 17 marzo 1999    | Spacewatch                  |
| 101737 -              | 1999 FN3                 | 19 marzo 1999    | LINEAR                      |
| 101738 -              | 1999 FY4                 | 17 marzo 1999    | Spacewatch                  |
| 101739 -              | 1999 FS6                 | 19 marzo 1999    | ODAS                        |
| 101740 -              | 1999 FC7                 | 20 marzo 1999    | ODAS                        |
| 101741 -              | 1999 FH7                 | 19 marzo 1999    | LINEAR                      |
| 101742 -              | 1999 FO7                 | 20 marzo 1999    | LINEAR                      |
| 101743 -              | 1999 FN8                 | 20 marzo 1999    | LINEAR                      |
| 101744 -              | 1999 FO8                 | 20 marzo 1999    | LINEAR                      |
| 101745 -              | 1999 FR8                 | 20 marzo 1999    | LINEAR                      |
| 101746 -              | 1999 FO10                | 22 marzo 1999    | Needville                   |
| 101747 -              | 1999 FL11                | 18 marzo 1999    | Spacewatch                  |
| 101748 -              | 1999 FL13                | 19 marzo 1999    | Spacewatch                  |
| 101749 -              | 1999 FW16                | 23 marzo 1999    | Spacewatch                  |
| 101750 -              | 1999 FA17                | 23 marzo 1999    | Spacewatch                  |
| 101751 -              | 1999 FQ17                | 23 marzo 1999    | Spacewatch                  |
| 101752 -              | 1999 FQ18                | 22 marzo 1999    | LONEOS                      |
| 101753 -              | 1999 FT19                | 24 marzo 1999    | M. M. M. Santangelo         |
| 101754 -              | 1999 FL20                | 19 marzo 1999    | Spacewatch                  |
| 101755 -              | 1999 FN23                | 19 marzo 1999    | LINEAR                      |
| 101756 -              | 1999 FQ24                | 19 marzo 1999    | LINEAR                      |
| 101757 -              | 1999 FA25                | 19 marzo 1999    | LINEAR                      |
| 101758 -              | 1999 FL29                | 19 marzo 1999    | LINEAR                      |
| 101759 -              | 1999 FA30                | 19 marzo 1999    | LINEAR                      |
| 101760 -              | 1999 FY36                | 19 marzo 1999    | LINEAR                      |
| 101761 -              | 1999 FJ37                | 20 marzo 1999    | LINEAR                      |
| 101762 -              | 1999 FO37                | 20 marzo 1999    | LINEAR                      |
| 101763 -              | 1999 FJ48                | 20 marzo 1999    | LINEAR                      |
| 101764 -              | 1999 FK49                | 20 marzo 1999    | LINEAR                      |
| 101765 -              | 1999 FO49                | 20 marzo 1999    | LINEAR                      |
| 101766 -              | 1999 FX49                | 20 marzo 1999    | LINEAR                      |
| 101767 -              | 1999 FJ50                | 20 marzo 1999    | LINEAR                      |
| 101768 -              | 1999 FS50                | 20 marzo 1999    | LINEAR                      |
| 101769 -              | 1999 FF52                | 20 marzo 1999    | LINEAR                      |
| 101770 -              | 1999 FL56                | 20 marzo 1999    | LINEAR                      |
| 101771 -              | 1999 FB58                | 20 marzo 1999    | LINEAR                      |
| 101772 -              | 1999 FY59                | 18 marzo 1999    | Spacewatch                  |
| 101773 -              | 1999 FO62                | 22 marzo 1999    | LONEOS                      |
| 101774 -              | 1999 FR62                | 22 marzo 1999    | LONEOS                      |
| 101775 -              | 1999 GT                  | 5 aprile 1999    | K. Korlević                 |
| 101776 -              | 1999 GF3                 | 7 aprile 1999    | Spacewatch                  |
| 101777 Robhoskins     | 1999 GF4                 | 13 aprile 1999   | W. R. Cooney Jr., M. Howard |
| 101778 -              | 1999 GZ6                 | 15 aprile 1999   | LINEAR                      |
| 101779 -              | 1999 GJ8                 | 9 aprile 1999    | LONEOS                      |
| 101780 -              | 1999 GP8                 | 10 aprile 1999   | LONEOS                      |
| 101781 Gojira         | 1999 GU9                 | 14 aprile 1999   | R. A. Tucker                |
| 101782 -              | 1999 GF10                | 11 aprile 1999   | Spacewatch                  |
| 101783 -              | 1999 GV13                | 14 aprile 1999   | Spacewatch                  |
| 101784 -              | 1999 GQ14                | 14 aprile 1999   | Spacewatch                  |
| 101785 -              | 1999 GE16                | 9 aprile 1999    | LINEAR                      |
| 101786 -              | 1999 GY17                | 15 aprile 1999   | LINEAR                      |
| 101787 -              | 1999 GD26                | 7 aprile 1999    | LINEAR                      |
| 101788 -              | 1999 GN33                | 12 aprile 1999   | LINEAR                      |
| 101789 -              | 1999 GE35                | 6 aprile 1999    | LINEAR                      |
| 101790 -              | 1999 GR36                | 12 aprile 1999   | LINEAR                      |
| 101791 -              | 1999 GV44                | 12 aprile 1999   | LINEAR                      |
| 101792 -              | 1999 GC45                | 12 aprile 1999   | LINEAR                      |
| 101793 -              | 1999 GN48                | 7 aprile 1999    | LONEOS                      |
| 101794 -              | 1999 GK50                | 10 aprile 1999   | LONEOS                      |
| 101795 -              | 1999 HX2                 | 22 aprile 1999   | LINEAR                      |
| 101796 -              | 1999 HN3                 | 18 aprile 1999   | CSS                         |
| 101797 -              | 1999 HR3                 | 18 aprile 1999   | CSS                         |
| 101798 -              | 1999 HL4                 | 16 aprile 1999   | Spacewatch                  |
| 101799 -              | 1999 HE5                 | 17 aprile 1999   | Spacewatch                  |
| 101800 -              | 1999 HU7                 | 19 aprile 1999   | Spacewatch                  |

## 101801-101900
| Nome                    | Designazione provvisoria | Data di scoperta | Scopritore                           |
| ----------------------- | ------------------------ | ---------------- | ------------------------------------ |
| 101801 -                | 1999 HS8                 | 17 aprile 1999   | LINEAR                               |
| 101802 -                | 1999 HV8                 | 17 aprile 1999   | LINEAR                               |
| 101803 -                | 1999 JH                  | 6 maggio 1999    | LINEAR                               |
| 101804 -                | 1999 JR4                 | 10 maggio 1999   | LINEAR                               |
| 101805 -                | 1999 JT4                 | 10 maggio 1999   | LINEAR                               |
| 101806 -                | 1999 JX4                 | 10 maggio 1999   | LINEAR                               |
| 101807 -                | 1999 JJ5                 | 10 maggio 1999   | LINEAR                               |
| 101808 -                | 1999 JO5                 | 10 maggio 1999   | LINEAR                               |
| 101809 -                | 1999 JW5                 | 12 maggio 1999   | LINEAR                               |
| 101810 Beiyou           | 1999 JA6                 | 8 maggio 1999    | Beijing Schmidt CCD Asteroid Program |
| 101811 Jakobkaup        | 1999 JQ6                 | 14 maggio 1999   | CSS                                  |
| 101812 -                | 1999 JD7                 | 8 maggio 1999    | CSS                                  |
| 101813 Elizabethmarston | 1999 JX7                 | 14 maggio 1999   | R. A. Tucker                         |
| 101814 -                | 1999 JD8                 | 12 maggio 1999   | LINEAR                               |
| 101815 -                | 1999 JB12                | 13 maggio 1999   | LINEAR                               |
| 101816 -                | 1999 JN12                | 8 maggio 1999    | CSS                                  |
| 101817 -                | 1999 JP12                | 8 maggio 1999    | CSS                                  |
| 101818 -                | 1999 JD13                | 14 maggio 1999   | D. J. Tholen, R. J. Whiteley         |
| 101819 -                | 1999 JK13                | 8 maggio 1999    | LINEAR                               |
| 101820 -                | 1999 JC14                | 13 maggio 1999   | LINEAR                               |
| 101821 -                | 1999 JJ14                | 13 maggio 1999   | LINEAR                               |
| 101822 -                | 1999 JE17                | 15 maggio 1999   | Spacewatch                           |
| 101823 -                | 1999 JC20                | 10 maggio 1999   | LINEAR                               |
| 101824 -                | 1999 JF22                | 10 maggio 1999   | LINEAR                               |
| 101825 -                | 1999 JB23                | 10 maggio 1999   | LINEAR                               |
| 101826 -                | 1999 JY23                | 10 maggio 1999   | LINEAR                               |
| 101827 -                | 1999 JM24                | 10 maggio 1999   | LINEAR                               |
| 101828 -                | 1999 JM26                | 10 maggio 1999   | LINEAR                               |
| 101829 -                | 1999 JW28                | 10 maggio 1999   | LINEAR                               |
| 101830 -                | 1999 JR31                | 10 maggio 1999   | LINEAR                               |
| 101831 -                | 1999 JO40                | 10 maggio 1999   | LINEAR                               |
| 101832 -                | 1999 JL55                | 10 maggio 1999   | LINEAR                               |
| 101833 -                | 1999 JO55                | 10 maggio 1999   | LINEAR                               |
| 101834 -                | 1999 JF56                | 10 maggio 1999   | LINEAR                               |
| 101835 -                | 1999 JP56                | 10 maggio 1999   | LINEAR                               |
| 101836 -                | 1999 JL59                | 10 maggio 1999   | LINEAR                               |
| 101837 -                | 1999 JQ60                | 10 maggio 1999   | LINEAR                               |
| 101838 -                | 1999 JT62                | 10 maggio 1999   | LINEAR                               |
| 101839 -                | 1999 JE65                | 12 maggio 1999   | LINEAR                               |
| 101840 -                | 1999 JU65                | 12 maggio 1999   | LINEAR                               |
| 101841 -                | 1999 JM67                | 12 maggio 1999   | LINEAR                               |
| 101842 -                | 1999 JL69                | 12 maggio 1999   | LINEAR                               |
| 101843 -                | 1999 JN70                | 12 maggio 1999   | LINEAR                               |
| 101844 -                | 1999 JL72                | 12 maggio 1999   | LINEAR                               |
| 101845 -                | 1999 JL74                | 12 maggio 1999   | LINEAR                               |
| 101846 -                | 1999 JB88                | 12 maggio 1999   | LINEAR                               |
| 101847 -                | 1999 JG90                | 12 maggio 1999   | LINEAR                               |
| 101848 -                | 1999 JV90                | 12 maggio 1999   | LINEAR                               |
| 101849 -                | 1999 JJ91                | 12 maggio 1999   | LINEAR                               |
| 101850 -                | 1999 JT91                | 12 maggio 1999   | LINEAR                               |
| 101851 -                | 1999 JU96                | 12 maggio 1999   | LINEAR                               |
| 101852 -                | 1999 JY97                | 12 maggio 1999   | LINEAR                               |
| 101853 -                | 1999 JU107               | 13 maggio 1999   | LINEAR                               |
| 101854 -                | 1999 JO115               | 13 maggio 1999   | LINEAR                               |
| 101855 -                | 1999 JG118               | 13 maggio 1999   | LINEAR                               |
| 101856 -                | 1999 JA121               | 13 maggio 1999   | LINEAR                               |
| 101857 -                | 1999 JZ125               | 13 maggio 1999   | LINEAR                               |
| 101858 -                | 1999 KE8                 | 18 maggio 1999   | LINEAR                               |
| 101859 -                | 1999 LA                  | 2 giugno 1999    | F. B. Zoltowski                      |
| 101860 -                | 1999 LN2                 | 8 giugno 1999    | LINEAR                               |
| 101861 -                | 1999 LA4                 | 9 giugno 1999    | LINEAR                               |
| 101862 -                | 1999 LH4                 | 10 giugno 1999   | LINEAR                               |
| 101863 -                | 1999 LZ5                 | 11 giugno 1999   | LINEAR                               |
| 101864 -                | 1999 LF7                 | 10 giugno 1999   | Spacewatch                           |
| 101865 -                | 1999 LG11                | 8 giugno 1999    | LINEAR                               |
| 101866 -                | 1999 LM15                | 12 giugno 1999   | LINEAR                               |
| 101867 -                | 1999 LR15                | 12 giugno 1999   | LINEAR                               |
| 101868 -                | 1999 LE35                | 15 giugno 1999   | LINEAR                               |
| 101869 -                | 1999 MM                  | 20 giugno 1999   | LONEOS                               |
| 101870 -                | 1999 NV                  | 7 luglio 1999    | K. Korlević                          |
| 101871 -                | 1999 NV1                 | 12 luglio 1999   | LINEAR                               |
| 101872 -                | 1999 NO4                 | 13 luglio 1999   | J. Broughton                         |
| 101873 -                | 1999 NC5                 | 13 luglio 1999   | LINEAR                               |
| 101874 -                | 1999 NM8                 | 13 luglio 1999   | LINEAR                               |
| 101875 -                | 1999 NA9                 | 13 luglio 1999   | LINEAR                               |
| 101876 -                | 1999 NJ15                | 14 luglio 1999   | LINEAR                               |
| 101877 -                | 1999 NA16                | 14 luglio 1999   | LINEAR                               |
| 101878 -                | 1999 NR23                | 14 luglio 1999   | LINEAR                               |
| 101879 -                | 1999 NP26                | 14 luglio 1999   | LINEAR                               |
| 101880 -                | 1999 NJ29                | 14 luglio 1999   | LINEAR                               |
| 101881 -                | 1999 NO30                | 14 luglio 1999   | LINEAR                               |
| 101882 -                | 1999 NK36                | 14 luglio 1999   | LINEAR                               |
| 101883 -                | 1999 NT36                | 14 luglio 1999   | LINEAR                               |
| 101884 -                | 1999 ND38                | 14 luglio 1999   | LINEAR                               |
| 101885 -                | 1999 NV40                | 14 luglio 1999   | LINEAR                               |
| 101886 -                | 1999 NU41                | 14 luglio 1999   | LINEAR                               |
| 101887 -                | 1999 NG42                | 14 luglio 1999   | LINEAR                               |
| 101888 -                | 1999 NM42                | 14 luglio 1999   | LINEAR                               |
| 101889 -                | 1999 NE55                | 12 luglio 1999   | LINEAR                               |
| 101890 -                | 1999 NK55                | 12 luglio 1999   | LINEAR                               |
| 101891 -                | 1999 NL55                | 12 luglio 1999   | LINEAR                               |
| 101892 -                | 1999 NV64                | 14 luglio 1999   | LINEAR                               |
| 101893 -                | 1999 PJ                  | 6 agosto 1999    | Kleť                                 |
| 101894 -                | 1999 PD2                 | 9 agosto 1999    | P. G. Comba                          |
| 101895 -                | 1999 PE3                 | 11 agosto 1999   | P. G. Comba                          |
| 101896 -                | 1999 PM3                 | 12 agosto 1999   | P. G. Comba                          |
| 101897 -                | 1999 PO4                 | 15 agosto 1999   | J. Broughton                         |
| 101898 -                | 1999 PQ6                 | 7 agosto 1999    | LONEOS                               |
| 101899 -                | 1999 PT8                 | 8 agosto 1999    | LONEOS                               |
| 101900 -                | 1999 QH                  | 18 agosto 1999   | T. Kagawa                            |

## 101901-102000
| Nome                   | Designazione provvisoria | Data di scoperta  | Scopritore          |
| ---------------------- | ------------------------ | ----------------- | ------------------- |
| 101901 -               | 1999 QD2                 | 22 agosto 1999    | LONEOS              |
| 101902 Gisellaluccone  | 1999 RN                  | 3 settembre 1999  | G. Masi             |
| 101903 -               | 1999 RR                  | 3 settembre 1999  | L. Šarounová        |
| 101904 -               | 1999 RD1                 | 4 settembre 1999  | T. Kagawa           |
| 101905 -               | 1999 RN1                 | 4 settembre 1999  | Farpoint            |
| 101906 -               | 1999 RX1                 | 6 settembre 1999  | K. Korlević         |
| 101907 -               | 1999 RC3                 | 6 settembre 1999  | K. Korlević         |
| 101908 -               | 1999 RG4                 | 5 settembre 1999  | CSS                 |
| 101909 -               | 1999 RU6                 | 3 settembre 1999  | Spacewatch          |
| 101910 -               | 1999 RR8                 | 4 settembre 1999  | Spacewatch          |
| 101911 -               | 1999 RN9                 | 4 settembre 1999  | Spacewatch          |
| 101912 -               | 1999 RK10                | 7 settembre 1999  | LINEAR              |
| 101913 -               | 1999 RT10                | 7 settembre 1999  | LINEAR              |
| 101914 -               | 1999 RW10                | 7 settembre 1999  | LINEAR              |
| 101915 -               | 1999 RV12                | 7 settembre 1999  | LINEAR              |
| 101916 -               | 1999 RN13                | 7 settembre 1999  | LINEAR              |
| 101917 -               | 1999 RB14                | 7 settembre 1999  | LINEAR              |
| 101918 -               | 1999 RC14                | 7 settembre 1999  | LINEAR              |
| 101919 -               | 1999 RL14                | 7 settembre 1999  | LINEAR              |
| 101920 -               | 1999 RD15                | 7 settembre 1999  | LINEAR              |
| 101921 -               | 1999 RT15                | 7 settembre 1999  | LINEAR              |
| 101922 -               | 1999 RG16                | 7 settembre 1999  | LINEAR              |
| 101923 -               | 1999 RC18                | 7 settembre 1999  | LINEAR              |
| 101924 -               | 1999 RD18                | 7 settembre 1999  | LINEAR              |
| 101925 -               | 1999 RK18                | 7 settembre 1999  | LINEAR              |
| 101926 -               | 1999 RT18                | 7 settembre 1999  | LINEAR              |
| 101927 -               | 1999 RN19                | 7 settembre 1999  | LINEAR              |
| 101928 -               | 1999 RY19                | 7 settembre 1999  | LINEAR              |
| 101929 -               | 1999 RP20                | 7 settembre 1999  | LINEAR              |
| 101930 -               | 1999 RU20                | 7 settembre 1999  | LINEAR              |
| 101931 -               | 1999 RZ20                | 7 settembre 1999  | LINEAR              |
| 101932 -               | 1999 RN21                | 7 settembre 1999  | LINEAR              |
| 101933 -               | 1999 RS21                | 7 settembre 1999  | LINEAR              |
| 101934 -               | 1999 RS22                | 7 settembre 1999  | LINEAR              |
| 101935 -               | 1999 RV22                | 7 settembre 1999  | LINEAR              |
| 101936 -               | 1999 RW22                | 7 settembre 1999  | LINEAR              |
| 101937 -               | 1999 RD23                | 7 settembre 1999  | LINEAR              |
| 101938 -               | 1999 RK23                | 7 settembre 1999  | LINEAR              |
| 101939 -               | 1999 RN23                | 7 settembre 1999  | LINEAR              |
| 101940 -               | 1999 RW23                | 7 settembre 1999  | LINEAR              |
| 101941 -               | 1999 RX23                | 7 settembre 1999  | LINEAR              |
| 101942 -               | 1999 RP24                | 7 settembre 1999  | LINEAR              |
| 101943 -               | 1999 RS24                | 7 settembre 1999  | LINEAR              |
| 101944 -               | 1999 RU24                | 7 settembre 1999  | LINEAR              |
| 101945 -               | 1999 RP25                | 7 settembre 1999  | LINEAR              |
| 101946 -               | 1999 RR26                | 7 settembre 1999  | LINEAR              |
| 101947 -               | 1999 RS26                | 7 settembre 1999  | LINEAR              |
| 101948 -               | 1999 RT26                | 7 settembre 1999  | LINEAR              |
| 101949 -               | 1999 RX26                | 7 settembre 1999  | LINEAR              |
| 101950 -               | 1999 RB29                | 7 settembre 1999  | LINEAR              |
| 101951 -               | 1999 RK31                | 9 settembre 1999  | K. Korlević         |
| 101952 -               | 1999 RY31                | 8 settembre 1999  | CSS                 |
| 101953 -               | 1999 RM32                | 9 settembre 1999  | K. Korlević         |
| 101954 -               | 1999 RY33                | 10 settembre 1999 | LINEAR              |
| 101955 Bennu           | 1999 RQ36                | 11 settembre 1999 | LINEAR              |
| 101956 -               | 1999 RS36                | 11 settembre 1999 | K. Korlević         |
| 101957 -               | 1999 RT36                | 12 settembre 1999 | K. Korlević         |
| 101958 -               | 1999 RS37                | 12 settembre 1999 | Farra d'Isonzo      |
| 101959 -               | 1999 RH38                | 13 settembre 1999 | K. Korlević         |
| 101960 Molau           | 1999 RR38                | 11 settembre 1999 | A. Knöfel           |
| 101961 Augustklipstein | 1999 RL39                | 8 settembre 1999  | CSS                 |
| 101962 -               | 1999 RV39                | 12 settembre 1999 | CSS                 |
| 101963 -               | 1999 RG40                | 15 settembre 1999 | Kleť                |
| 101964 -               | 1999 RU41                | 13 settembre 1999 | K. Korlević         |
| 101965 -               | 1999 RY41                | 13 settembre 1999 | K. Korlević         |
| 101966 -               | 1999 RO43                | 14 settembre 1999 | A. Galád, P. Kolény |
| 101967 -               | 1999 RQ43                | 13 settembre 1999 | C. W. Juels         |
| 101968 -               | 1999 RC45                | 7 settembre 1999  | LINEAR              |
| 101969 -               | 1999 RJ45                | 13 settembre 1999 | R. H. McNaught      |
| 101970 -               | 1999 RR46                | 7 settembre 1999  | LINEAR              |
| 101971 -               | 1999 RG48                | 7 settembre 1999  | LINEAR              |
| 101972 -               | 1999 RN48                | 7 settembre 1999  | LINEAR              |
| 101973 -               | 1999 RT48                | 7 settembre 1999  | LINEAR              |
| 101974 -               | 1999 RC49                | 7 settembre 1999  | LINEAR              |
| 101975 -               | 1999 RB50                | 7 settembre 1999  | LINEAR              |
| 101976 -               | 1999 RS51                | 7 settembre 1999  | LINEAR              |
| 101977 -               | 1999 RA52                | 7 settembre 1999  | LINEAR              |
| 101978 -               | 1999 RZ52                | 7 settembre 1999  | LINEAR              |
| 101979 -               | 1999 RG53                | 7 settembre 1999  | LINEAR              |
| 101980 -               | 1999 RX54                | 7 settembre 1999  | LINEAR              |
| 101981 -               | 1999 RB56                | 7 settembre 1999  | LINEAR              |
| 101982 -               | 1999 RH58                | 7 settembre 1999  | LINEAR              |
| 101983 -               | 1999 RL59                | 7 settembre 1999  | LINEAR              |
| 101984 -               | 1999 RB61                | 7 settembre 1999  | LINEAR              |
| 101985 -               | 1999 RE61                | 7 settembre 1999  | LINEAR              |
| 101986 -               | 1999 RS62                | 7 settembre 1999  | LINEAR              |
| 101987 -               | 1999 RZ62                | 7 settembre 1999  | LINEAR              |
| 101988 -               | 1999 RG64                | 7 settembre 1999  | LINEAR              |
| 101989 -               | 1999 RK65                | 7 settembre 1999  | LINEAR              |
| 101990 -               | 1999 RF67                | 7 settembre 1999  | LINEAR              |
| 101991 -               | 1999 RK67                | 7 settembre 1999  | LINEAR              |
| 101992 -               | 1999 RT67                | 7 settembre 1999  | LINEAR              |
| 101993 -               | 1999 RJ70                | 7 settembre 1999  | LINEAR              |
| 101994 -               | 1999 RX70                | 7 settembre 1999  | LINEAR              |
| 101995 -               | 1999 RZ71                | 7 settembre 1999  | LINEAR              |
| 101996 -               | 1999 RE72                | 7 settembre 1999  | LINEAR              |
| 101997 -               | 1999 RU75                | 7 settembre 1999  | LINEAR              |
| 101998 -               | 1999 RJ76                | 7 settembre 1999  | LINEAR              |
| 101999 -               | 1999 RM76                | 7 settembre 1999  | LINEAR              |
| 102000 -               | 1999 RX76                | 7 settembre 1999  | LINEAR              |